# Kenchamallanahalli, Kudligi
Kenchamallanahalli là một làng thuộc tehsil Kudligi, huyện Bellary, bang Karnataka, Ấn Độ.